# كبريتات الكالسيوم
 كبريتات الكالسيوم مركب كيميائي له الصيغة CaSO4، ويكون على شكل مسحوق أبيض. ويوجد في الطبيعة بعدة أشكال حسب محتوى ماء التبلور في البنية البلورية. فإذا كان كبريتات الكالسيوم خالي من الماء يسمى أنهدريت Anhydrite، أما إذا اشتركت جزيئتين من كبريتات الكالسيوم بجزيء ماء واحد (الصيغة تكون CaSO4.0.5H2O) يسمى باسينيت Bassanite، في حين أن الجص عبارة عن كبريتات كالسيوم ثنائية الهيدرات (CaSO4.2H2O).

## الخواص
- انحلالية كبريتات الكالسيوم ضعيفة في الماء، وهذا الضعف في الانحلالية هو أحد أسباب التكلس المصادف بكثرة في المراجل والمبادلات الحرارية.
- بتسخين كبريتات الكالسيوم ثنائي الهيدرات (الجص) إلى درجات حرارة بين 100 و 150°س يحدث تفاعل نزع ماء (بلمهة) جزئي، حيث يتبخر 75% من الماء المتواجد في البنية حسب المعادلة:

CaSO4.2H2O –Δ→ CaSO4·½H2O + 1½H2O (بخار)
تجري عملية التكليس صناعياً عند درجات حرارة أعلى من 170°س ويحصل من خلالها على الأنهدريت (الشكل الخالي من الماء).

## الوفرة الطبيعية والتحضير
- يوجد كبريتات الكالسيوم في الطبيعة بشكل وافر، وعلى الأخص بشكل الجص الموجود في عدة مناطق من العالم بالإضافة إلى الأنهدريت. يعطي تعدين كبريتات الكالسيوم حوالي 127 مليون طن سنوياً على شكل جص.[3]

يحصل على كبريتات الكالسيوم أيضاً كناتج ثانوي من خلال عمليات نزع الكبريت من الوقود الأحفوري، حيث تمرر أكاسيد الكبريت على هيدروكسيد أو كربونات الكالسيوم، فينتج كبريتيت الكالسيوم (سلفيت الكالسيوم) والذي يؤكسد إلى الكبريتات.
كما ينتج أيضاً كناتج ثانوي أثناء تعدين الزنك، حيث تعالج محاليل من كبريتات الزنك مع هيدروكسيد الكالسيوم فيترسب كبريتات الكالسيوم.

## الاستخدامات
- لكبريتات الكالسيوم تطبيقات في البناء والعمارة (الجص)، كما أنه مكوّن لأحد أنواع الطبشور المستعملة للكتابة على الالواح في المدارس.
- تستخدم كبريتات الكالسيوم في الزراعة من أجل تحضير التربة، حيث يساعد على تحويل أملاح الصوديوم إلى أملاح سهلة الذوبان في مياه الري، وبذلك تتحسن خواص التربة الكيماوية مما يساعد على تحسين عملية امتصاص العناصر. يكون أفضل معدل لامتصاص العناصر حينما تبلغ قيمة الأس الهيدروجيني pH لمزيج التربة مع الماء من 8 -8.5، ويطلق عليه الجبس الزراعي.

### الاستخدام الصيدلاني
ممدد في المضغوطات والمحافظ، وعامل مجفف.
تُستخدم كبريتات الكالسيوم الحاوية على جزيئتين ماء بشكل واسع في المحافظ والمضغوطات كعامل ممدد نظراً لخواصها الانضغاطية الجيدة وخواصها التكنيكية الجيدة.
كما وتُستخدم كبريتات الكالسيوم نصف المائية في صنع الجص (الجبس) المُستخدم في ضماد باريست الذي يُستخدم في تثبيت الأطراف وعلاج الكسور. وهذه المادة يُحظر استعمالها في المضغوطات (النصف مائية منها). وتُستخدم كبريتات الكالسيوم اللامائية على نحو واسع كعامل مجفف.
التأثير على صحة الجسم
تُستخدم هذه المادة على نحو واسع كسواغ في تحضير الكبسولات الفموية والمضغوطات في التراكيز التي تُستخدم فيها المادة كسواغ تُعتبر هذه المادة غير سامة. إنما تناول كميات كبيرة منها فموياُ قد تقود إلى انسداد في القسم العلوي من أمعاء المريض بعد امتصاص الماء من المادة .
ونظراً للامتصاص المعوي المحدود للكالسيوم من أملاحه فإنه لا يمكن أن تسبب حتى الجرعات الكبيرة جداً من هذه الأملاح فرط كالسيوم الدم، كما وتنحل أملاح الكالسيوم في السائل القصبي وأملاحه النقية لا تسرع من حدوث تغبُّر الرئة (سُحار).
التنافرات
بوجود الرطوبة فإن كبريتات الكالسيوم تتنافر مع الأمينات والحموض الأمينية والببتيدات والبروتينات حيث يمكن أن يتشكل معقدات .
إن كبريتات الكالسيوم يمكن أن تتفاعل بعنف في درجات الحرارة العالية مع مسحوق الفوسفور أو الألمينيوم .

## سلامة الاستعمال
تختلف الاحتياطات المتبعة أثناء التعامل مع المادة باختلاف الكمية والظروف المحيطة. وقد تكون هذه المادة مخرشة للأعين أو إذا تم استنشاقها، ويُنصح بارتداء القفازات وحماية الأعين أثناء التعامل مع المادة إلى جانب ارتداء القناع أو الواقي التنفسي لتجنب استنشاق الغبار الأمر الذي يقود إلى إشباع السائل القصبي بالمادة ويقود إلى تمثل كبريتات الكالسيوم فيه.